# السيطرة الحرارية في المركبات الفضائية

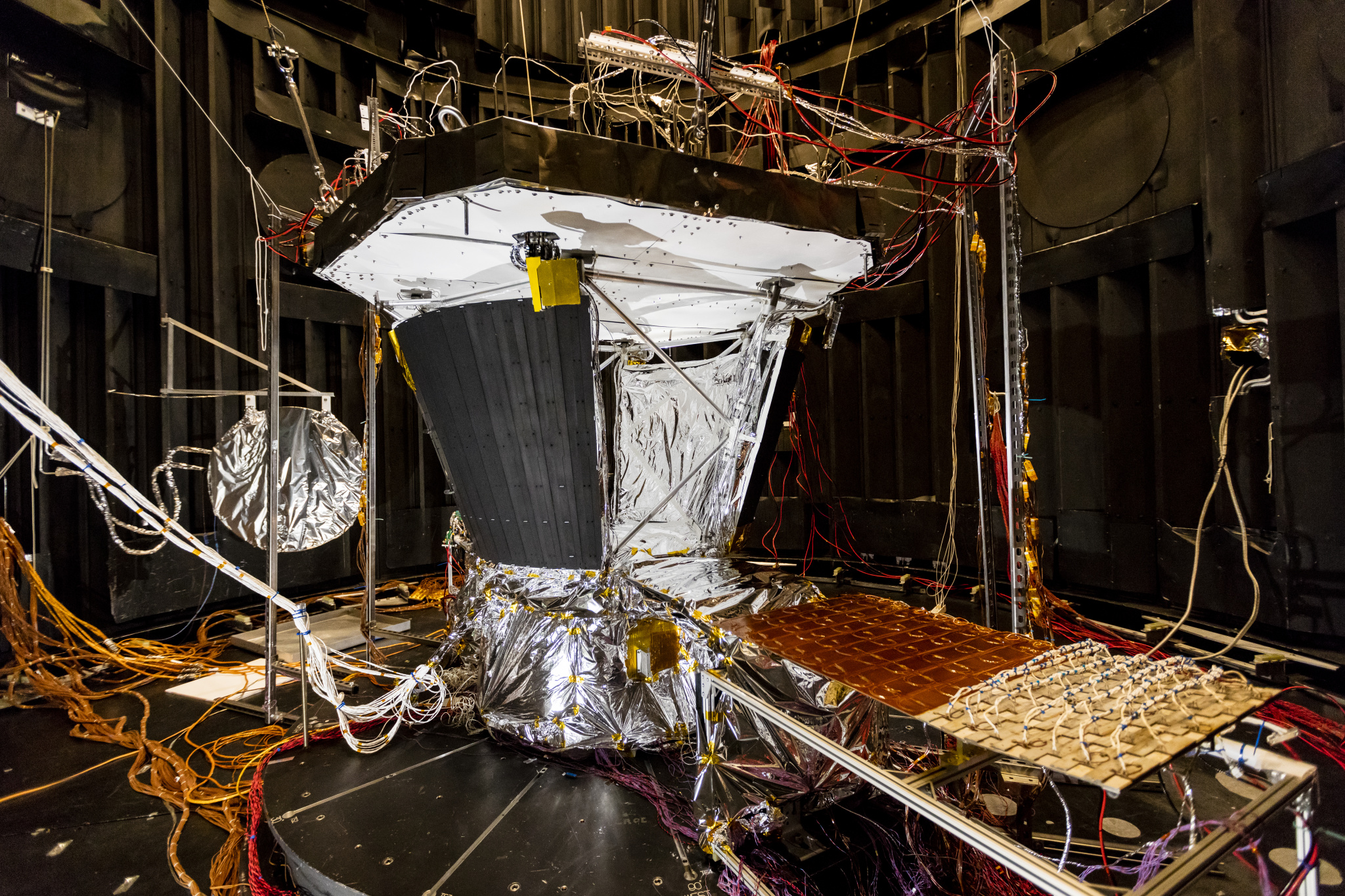

السيطرة الحرارية في المركبات الفضائية (بالإنجليزية: Spacecraft thermal control)‏ هو نظام يدخل ضمن تصميم المركبات الفضائية بهدف الحفاظ على درجات حرارة مقبولة داخل الأنظمة المكوِّنة للمركبات الفضائية خلال جميع مراحل مهماتها. يجب أن يتأقلم هذا النظام مع البيئة الخارجية للمركبة، التي قد تختلف على نطاق واسع في مهمات المركبات الفضائية المختلفة التي تتعرض إلى الفضاء العميق، أو إلى التدفقات الشمسية أو الكوكبية، أو إلى الحرارة الداخلية الناتجة عن تشغيل المركبة الفضائية نفسها عند إطلاقها إلى الفضاء.
تُعتبر السيطرة الحرارية أمرًا ضروريًا لضمان تحقيق الأداء الأمثل ونجاح مهام المركبات الفضائية؛ لأن أي مكون من مكونات هذه المركبات يمكن أن يتلف أو يتأثر أداؤه بشده عند تعرضه لدرجات حرارة عالية أو منخفضة جدًا. وتعتبر السيطرة الحرارية ضروريةً أيضًا للحفاظ على الاستقرار المطلوب في درجات الحرارة  لبعض مكونات المركبة المتخصصة، مثل المستشعرات البصرية والساعات الذرية، وغيرها، لضمان أداء هذه المكونات بأعلى كفاءة ممكنة. 
يمكن أن تتكون الأنظمة الفرعية للسيطرة الحرارية من عناصر غير نشطة وعناصر نشطة، وتعمل هذه الأنظمة بطريقتين:
- يمكن أن تحمي هذه الأنظمة المعدات من الحرارة الزائدة من خلال العزل الحراري عن تدفقات الحرارة الخارجية (مثل الشمس أو الأشعة تحت الحمراء الصادرة من الكواكب أو تدفقات الوضاءة)، أو من خلال إزالة الحرارة بفاعلية من المصادر الداخلية للمركبة (مثل الحرارة المنبعثة من المعدات الإلكترونية الداخلية).
- ويمكن أن تحميها أيضًا من درجات الحرارة شديدة الانخفاض، من خلال العزل الحراري عن البؤر الباردة الخارجية، أو من خلال تعزيز امتصاص الطاقة الحرارية من المصادر الخارجية، أو من خلال إنتاج الحرارة من المصادر الداخلية للمركبة.

تضم أنظمة السيطرة الحرارية غير النشطة ما يلي:
- عزل متعدد الطبقات (MLI)، وهو نظام يحمي المركبة الفضائية من الحرارة الشمسية أو الكوكبية العالية بالإضافة إلى حمايتها أيضًا من البرد الشديد عند تعرضها للفضاء العميق.
- طلاء للمركبة بمواد تغير من الخصائص الحرارية البصرية لأسطح المركبة الخارجية.
- حشوات حرارية لتحسين الارتباط الحراري بين بعض الأسطح البينية المعينة، مثل السطح البيني الواقع بين إحدى الوحدات الإلكترونية بالمركبة والمشعاع.
- عوازل حرارية لتقليل الارتباط الحراري بين بعض الأسطح البينية المعينة.
- مضاعفات حرارية لنشر الحرارة الناتجة من معدات المركبة على سطح المشعاع.
- مرايا، وتسمى مرايا الأسطح الثانوية (SSM) أو العواكس الشمسية البصرية (OSR)، لتحسين قدرة المشعاع الخارجي للمركبات الفضائية على نبذ الحرارة ولتقليل امتصاص التدفقات الشمسية في نفس الوقت.
- وحدات تسخين بالنظائر المشعة، وتستخدم في بعض المهمات الكوكبية والاستكشافية بغرض إنتاج الطاقة الحرارية ضمن أنظمة السيطرة الحرارية بالمركبة.

تضم أنظمة التحكم الحراري النشطة (ATCS) ما يلي:
- حلقات الموائع التي تستخدم في نقل الحرارة الناتجة من المعدات إلى المشعاع. ويمكن أن تكون:
- حلقات أحادية المرحلة يمكن التحكم بها بواسطة إحدى المضخات.
- حلقات ثنائية المرحلة، وتتكون من أنابيب حرارية (HP)، أو أنابيب حرارية حلقية (LHP)، أو حلقات الضخ بالخاصية الشعرية (CPL).
- الكوّات، التي تغير من قدرة المركبة على نبذ الحرارة القادمة من الفضاء باعتبارها دالةً لدرجة الحرارة.
- المُبردات الكهروحرارية.

## البيئة
تأتي التفاعلات البيئية الرئيسية التي تؤثر على المركبات الفضائية من الشمس أو من الإشعاعات الحرارية المتجهة إلى الفضاء العميق. وتوجد عوامل أخرى أيضًا تؤثر على تصميم أنظمة التحكم الحراري للمركبات الفضائية مثل ارتفاع المركبة، ومدارها، واستقرار وضعيتها، وشكلها. تؤثر أنواع المدارات المختلفة أيضًا على تصميم أنظمة السيطرة الحرارية، مثل المدار الأرضي المنخفض، والمدار الأرضي الجغرافي المتزامن.
- المدار الأرضي المنخفض (LEO)

يُستخدم هذا المدار بصورة متكررة بواسطة المركبات الفضائية التي تراقب أو تقيس خصائص الأرض والبيئة المحيطة بها، وبواسطة المختبرات الفضائية المأهولة وغير المأهولة، مثل الحامل الأوروبي القابل للاسترداد (EURECA) ومحطة الفضاء الدولية. يؤثر اقتراب هذا النوع من المدارات من كوكب الأرض بشكل كبير على متطلبات أنظمة السيطرة الحرارية، إذ تلعب الانبعاثات الأرضية للأشعة تحت الحمراء مع وضاءة الأرض دورًا شديد الأهمية، بالإضافة إلى الانخفاض النسبي في الفترة المدارية التي قد لا تتعدى الساعتين، مع زيادة مدة فترة الكسوف. يمكن أن تتأثر الأجهزة الصغيرة والملحقات الخاصة بالمركبات الفضائية التي تتسم بالعطالة الحرارية المنخفضة، مثل الألواح الشمسية، بشكل كبير بهذه البيئة المتغيرة باستمرار، ولهذا يمكن أن تحتاج تصميمات خاصةً لأنظمة السيطرة الحرارية.
- المدار الأرضي الجغرافي المتزامن (GEO)

يعتبر تأثير كوكب الأرض مهملًا تقريبًا في هذه المدارات التي تبلغ فترتها المدارية 24 ساعةً، باستثناء التظليل الذي يحدث في حالات الكسوف، والذي تتغير مدته من الصفر عند الانقلاب الشمسي لتصل إلى 1.2 ساعة بحد أقصى عند الاعتدال الشمسي. تؤثر حالات الكسوف الطويلة على تصميم أنظمة العزل الحراري وأنظمة تسخين المركبات الفضائية. وتؤثر الاختلافات الموسمية في شدة الإشعاعات الشمسية واتجاهها بشكل كبير على هذا التصميم، ما يعقد من مهمة النقل الحراري بسبب الحاجة إلى توصيل معظم الحرارة المشتتة إلى المشعاع في مناطق الظل، ويزيد أيضًا من تعقيد أنظمة نبذ الحرارة بسبب الحاجة إلى زيادة مساحة المشعاع. توجد جميع أقمار الاتصالات الاصطناعية تقريبًا، بالإضافة إلى العديد من أقمار الأرصاد الجوية الاصطناعية أيضًا، في هذا النوع من المدارات.
- المدار شديد الإهليجية (HEO)

يضم هذا النوع من المدارات نطاقًا واسعًا من ارتفاعات الأوج والحضيض المداري، وتختلف الارتفاعات وفقًا لكل مهمة معينة. وعمومًا، تستخدم هذه المدارات في عمليات الرصد الفلكي ويعتمد تصميم أنظمة التحكم الحراري بالمركبات الموجودة في هذه المدارات على فتراتها المدارية، وعدد أحداث الكسوف ومدتها، والوضعية النسبية للأرض والشمس والمركبة، ونوع الأجهزة الموجودة على متن المركبة والمتطلبات الحرارية لكل منها. 
- مهمات الفضاء العميق واستكشاف الكواكب

تتعرض المركبة الفضائية في المسارات بين الكوكبية إلى بيئات حرارية مختلفة أقسى من التي تتعرض إليها المركبات الموجودة في المدارات الأرضية. تضم المهمات بين الكوكبية العديد من السيناريوهات الفرعية وفقًا لكل جرم فلكي معين. وعمومًا، يعتبر طول مدة المهمة والحاجة إلى التأقلم مع الظروف الحرارية القاسية من المميزات المشتركة لهذه المهمات، مثل الرحلات التي تقترب أو تبتعد جدًا عن الشمس (بين مسافة وحدة فلكية واحدة من الشمس حتى مسافة أربع إلى خمس وحدات فلكية)، والدخول في مدار منخفض حول أحد الأجرام شديدة البرودة أو شديدة السخونة، والنزول عبر الأغلفة الجوية العنيفة، والنجاة في البيئات القاسية (الغبارية أو الجليدية) الموجودة على أسطح هذه الأجرام المستهدفة. ويعتبر التحدي الذي يواجه أنظمة السيطرة الحرارية هو القدرة الكافية على نبذ الحرارة خلال المراحل الساخنة من المهمة مع الحفاظ على نجاة المركبة خلال مراحل مهمتها الباردة أيضًا. وتعتبر المشكلة الرئيسية في هذه المهمة هي الحصول على الطاقة اللازمة لمرحلة نجاة المركبة.

## متطلبات درجة الحرارة
تعتبر متطلبات درجة الحرارة للأجهزة والمعدات الموجودة على متن المركبة الفضائية ضمن العوامل الرئيسية التي تحدد تصميم نظام السيطرة الحرارية بالمركبة. ويهدف نظام السيطرة الحرارية إلى الحفاظ على بيئة عمل حرارية لهذه الأجهزة تقع في نطاق درجات الحرارة المسموح بها. تتميز كافة الأجهزة الإلكترونية الموجودة على متن المركبات الفضائية -مثل آلات التصوير وأجهزة جمع البيانات والبطاريات وغيرها- بنطاق تشغيلي ثابت من درجات الحرارة. ومن المهم الحفاظ على نطاق درجات الحرارة التشغيلية الأمثل لهذه الأجهزة في كل مهمة، ومن أمثلة نطاقات درجات الحرارة تلك: 
- البطاريات، التي تعمل في نطاق تشغيلي ضيق للغاية من درجات الحرارة، يتراوح بين 5 درجات مئوية تحت الصفر حتى 20 درجةً مئويةً.
- مكونات الدفع، الذي يترواح نطاقها التشغيلي بين 5 حتى 40 درجةً مئويةً لتحقيق أقصى درجات الأمان، ومع ذلك، يمكن أن تسمح هذه المكونات بنطاق أوسع من درجات الحرارة.
- آلات التصوير، التي تتميز بنطاق تشغيلي يتراوح بين 30 درجةً مئويةً تحت الصفر حتى 40 درجةً مئويةً.
- المصفوفات الشمسية، التي تتميز بنطاق تشغيلي واسع من درجات الحرارة يتراوح بين 150 درجةً مئويةً تحت الصفر حتى 100 درجة مئوية.
- مطياف الأشعة تحت الحمراء، الذي يتميز بنطاق تشغيلي يتراوح بين 40 درجةً مئويةً تحت الصفر حتى 60 درجةً مئويةً.